# Faraday indukciós törvénye
A Faraday-féle indukciós törvény egy vezetőkörben az elektromágneses indukció révén létrejövő indukált feszültség és a mágneses tér időbeli változása közötti kapcsolatot adja meg. 
Az elektromágneses indukció jelenségét Michael Faraday fedezte fel, az összefüggést ő írta fel, ezért nevezték el róla.

## Az elektromágneses indukció
Az elektromágneses indukció olyan elektromágneses jelenség, amelynek során egy vezetőkörben villamos feszültség keletkezik, ha a vezetőkör által körülfogott mágneses mező változik az időben.  

## Indukált feszültség
Indukált feszültségről beszélünk, ha egy vezetőkörben az elektromágneses indukció hatására jön létre feszültség. Amint neve is mutatja, különbözik a feszültségforrások (galvánelemek, akkumulátorok) által szolgáltatott feszültségtől.

## Mágneses fluxus

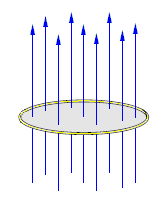
A homogén mágneses térre merőleges felületen átmenő indukcióvonalak.

Ha az {\displaystyle A} felület merőleges a mágneses tér indukcióvonalaira, akkor a {\displaystyle B} indukciójú homogén mágneses térnek erre a felületre vett mágneses fluxusa:
{\displaystyle \Phi =B\cdot A}
Általános esetben a mágneses fluxus a {\displaystyle {\boldsymbol {B}}} mágneses indukció {\displaystyle {\boldsymbol {A}}} felületre vett integrálja: 
{\displaystyle \Phi =\int _{\boldsymbol {A}}{\boldsymbol {B}}d{\boldsymbol {A}}}
A mágneses fluxus szemléletesen a felületet metsző mágneses indukcióvonalak számával egyezik meg, bár nem dimenziótlan mennyiség. 

## A törvény
Faraday indukciós törvénye szerint az időben változó mágneses mező feszültséget indukál. Az indukált elektromotoros feszültség nagysága a vezetőkör által körülfogott mágneses mező fluxusának időbeli deriváltjával (változási gyorsaságával) egyezik meg:
{\displaystyle U_{i}=-{\frac {d\Phi }{dt}}}
A negatív előjel a Lenz-törvényre utal. Tehát az indukció révén keletkező elektromotoros feszültség és a zárt körben keletkező áram olyan irányú, hogy mágneses tere akadályozza az indukciót létrehozó változást.
A fluxus fenti definíciójából és a szorzatfüggvény deriválására vonatkozó szabályból látható, hogy a derivált két tagra bontható: 
{\displaystyle U_{i}=-{\frac {d\Phi }{dt}}=-A{\frac {dB}{dt}}-B{\frac {dA}{dt}}}.
Az első tag azt fejezi ki, hogy az időben változó mágneses mező a nyugvó (állandó felületű) vezetőkörben feszültséget (elektromos mezőt) indukál, ezt nevezik nyugalmi indukciónak. A második tag a mozgási indukció jelenségére utal, amikor az állandó nagyságú mágneses mezőben mozgó, változó felületű vezetőkörben indukálódik feszültség (elektromos mező). 

## Tekercsben indukált feszültség
Egy {\displaystyle N} menetből álló tekercs esetén az indukált elektromotoros feszültség:
{\displaystyle U_{i}=-N{\frac {d\Phi }{dt}}}.

## Kapcsolódó irodalom
- Dr. Fodor György: Elektromágneses terek, Műegyetemi Kiadó, 1993